# 5 halerzy czechosłowackich (1962)
5 halerzy (cz. 5 haléřů, słow. 5 halierov) – czechosłowacka moneta obiegowa o nominale 5 halerzy bita w latach 1962–1976 i pozostająca w obiegu do roku 1978.

## Wzór
W centralnej części awersu znalazł się herb Czechosłowackiej Republiki Socjalistycznej – wizerunek znajdującego się na tarczy w kształcie husyckiej pawęży czeskiego wspiętego lwa o podwójnym ogonie. Na jego piersi umieszczono mniejszą tarczę z reprezentującym Słowaków symbolem watry na tle sylwetki tatrzańskiego szczytu Krywań. Wokół tarczy widniała legenda: zapisana wewnętrznie nazwa kraju („ČESKOSLOVENSKÁ SOCIALISTICKÁ REPUBLIKA”), u dołu zaś zapisany zewnętrznie rok bicia.
Rewers monety przedstawiał duży, zapisany arabską cyfrą nominał pod pięcioramienną gwiazdą otoczony wieńcem gałązek lipowych, które u dołu przewiązane były wstęgą.

## Nakład
Moneta według projektu z 1962 roku stanowiła modyfikację 5 halerzy z roku 1953. Zmiana wzoru awersu spowodowana była przyjęciem dwa lata wcześniej socjalistycznej nomenklatury i symboliki. Zarządzeniem ministra finansów z dnia 23 listopada 1962 r. przewidziano, że nowe monety będą posiadały te same parametry fizyczne i wzór co wcześniejszy wariant, z uwzględnieniem jednak nowego herbu i nowej nazwy kraju. Tym samym zastosowanie miały wytyczne zawarte w zarządzeniu Ministra Finansów z 30 maja 1953 r. – pięciohalerzowe monety bito z krążków o gładkim rancie, grubości 1 i średnicy 20 mm. Jedna sztuka ważyła 0,8 g. Wytwarzano je z aluminium, choć dokładny stop nie został zdefiniowany w żadnym akcie prawnym (według jednej z wersji był to stop Al96,65Mg3Mn0,35). Nie podano także autora wzoru monet, choć wskazuje się, że projekt powstał w Związku Radzieckim.
Monety, które bito w mennicy w Kremnicy, trafiły do obiegu 1 grudnia 1962 r. Wytworzono w sumie dziesięć roczników w łącznej liczbie 147,81 mln sztuk. Wycofano je z obiegu z końcem roku 1978, jednocześnie z wcześniejszym wariantem z 1953 roku.
| rok  | nakład     |                   |
| ---- | ---------- | ----------------- |
| 1962 | 55 150 000 | [ 1 ] [ 2 ] [ 3 ] |
| 1963 | 55 150 000 | [ 1 ] [ 2 ] [ 3 ] |
| 1966 | 55 150 000 | [ 1 ] [ 2 ] [ 3 ] |
| 1967 | 20 770 000 | [ 1 ] [ 2 ] [ 3 ] |
| 1970 | 5 090 000  | [ 1 ] [ 2 ] [ 3 ] |
| 1972 | 10 090 000 | [ 1 ] [ 2 ] [ 3 ] |
| 1973 | 10 140 000 | [ 1 ] [ 2 ] [ 3 ] |
| 1974 | 15 510 000 | [ 1 ] [ 2 ] [ 3 ] |
| 1975 | 15 510 000 | [ 1 ] [ 2 ] [ 3 ] |
| 1976 | 15 550 000 | [ 1 ] [ 2 ] [ 3 ] |